# Sable (luchadora)
Rena Marlette Lesnar (de soltera Greek, anteriormente Mero; Jacksonville, Florida, 8 de agosto de 1967), conocida como Sable, es una ex luchadora profesional, modelo y actriz estadounidense. Es conocida por haber trabajado para la empresa WWE.
Antes de ganar popularidad en el mundo de la lucha libre profesional, comenzó a trabajar para la WWE en 1996, siendo una de las primeras luchadoras féminas de la empresa, donde pronto ganó gran popularidad. Después de una rivalidad con Luna Vachon y Jacqueline, Sable se convirtió en la segunda campeona femenina reintegrada a la WWE desde WWF. Después de lesionarse un talón y retirarse de la empresa, presentó una demanda $110 millones contra la compañía, citando acusaciones de acoso sexual y condiciones de trabajo inseguras.

## Carrera

### World Wrestling Federation

#### Debut y feudo con Marc Mero (1996-1998)
Rena Mero hizo su debut en World Wrestling Entertainment bajo el nombre de Sable en WrestleMania XII, en marzo de 1996, como mánager de Hunter Hearst Helmsley, que enfrentó a The Ultimate Warrior, en este mismo gran evento. El primer ángulo importante para Sable fue su compromiso real con el también luchador Marc Mero, que debutó en WrestleMania XII. La historia comenzó cuando Marc Mero fue testigo de que Sable estaba siendo maltratada por Helmsley en el backstage, por lo que Marc Mero saltó a en defensa de la luchadora, declarándose así su nueva mánager. Mero dirigió a su compañero hasta su lesión en 1997. 
Desde entonces y hasta su regreso en 1998, Sable se hizo popular por cuenta propia. En su historia al lado, un retorno Marc Mero (ahora conocido como "maravilloso" Mero Marc) se puso celoso, se negó a que se Sable cualquiera de los focos, y la maltrataba. El dúo entró en un feudo con Luna Vachon y Goldust, que culminó en una lucha en WrestleMania XIV, en marzo de 1998. Sable le aplicó una superkick a Goldust y ejecutó una "Sable Bomb" en Luna, también aplicó un knockout técnico y cubrió a esta última para terminar la lucha. En Unforgiven en abril de 1998, Sable perdió frente a Vachon en una Evening Gown Match, después de haber sido distraída por Marc Mero.
Después de la intervención de Marc en Unforgiven, Sable llegó al ring y lo retó a una lucha, para después darle una patada y aplicarle una Sable bomb, en señal de venganza. Sable finalmente se separó de Marc Mero pero debutó Jacqueline, que fungía la labor de la nueva mánager de Marc, esto resultó en una rivalidad entre las dos. En julio de 1998 Greek enfrentó a Jacqueline en un Bikini Contest Match, por su parte Sable sólo utilizó impresiones de unas manos pintadas en sus pechos al descubierto, ganando el concurso. La noche siguiente en RAW, Vince McMahon descalificó a Sable del concurso de la noche anterior ya que en realidad no usó un bikini, otorgándole la victoria legitima a Jacqueline. En SummerSlam, Sable junto a Edge (quien era su compañero secreto), derrotó a Marc Mero y Jacqueline en un combate mixto en parejas.

#### Campeona Femenina (1998-1999)

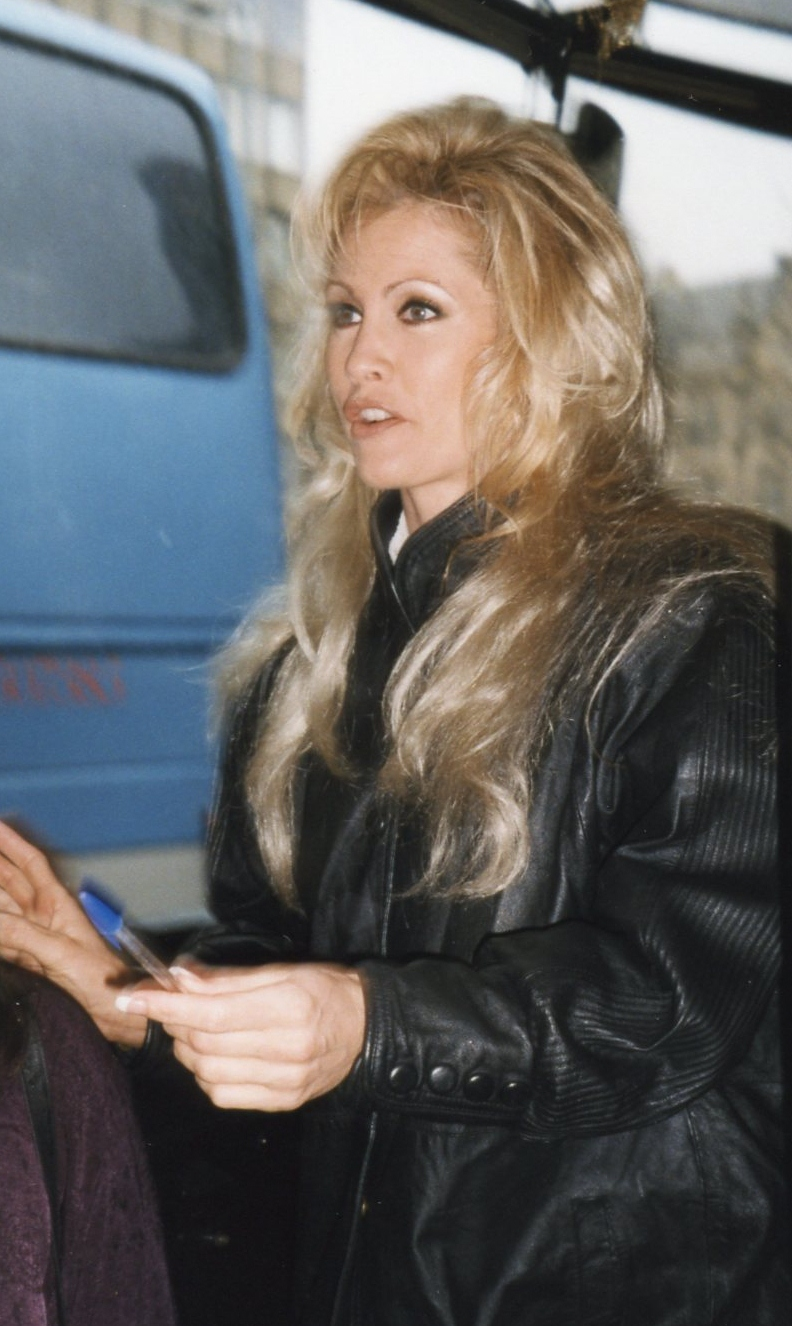
Sable, en 1998.

Sable y Jacqueline se enfrentaron por el recién reincorporado Campeonato Femenino de la WWE el 21 de septiembre de 1998 en Raw, Jacqueline se llevó el título después de Marc Mero interfiriera a su favor. El 15 de noviembre de 1998 en Survivor Series, Sable ganó el campeonato femenino después de un Sable bomb sobre Mero y Jacqueline. Durante este tiempo, Rena tuvo una aparición como invitada en un episodio de Pacific Blue. Sable brevemente fue partícipe de una storyline en la que se vio obligada a desempeñar un papel de la subordinada de Vince y Shane McMahon, sin embargo la historia se truncó. En 1999 como parte de una nueva storyline, Sable fue atacada por una mujer enmascarada llamada Spider Lady, quien resultó ser Luna Vachon, Sable enfrentó a Vachon en una Strap Match en el PPV Royal Rumble, Sable ganaría gracias a que Shawn Michaels interfirió a su favor.
El debut de Tori significó un cambio en la personalidad de Sable, después de Royal Rumble Rena fue presentada como la chica de la portada para la edición de abril de 1999 de Playboy, dicha revista se convertiría en una de las más compradas en la historia de la marca. En torno a la liberación de la revista, Sable cambio a Heel "por ir a Hollywood" y tener un gran ego. En raras ocasiones Sable defendía el campeonato, continuamente reprendía a Tori, quien era su fanática y se peleaba con Luna (quien se había cambiado a Face). Sable estrenó su nuevo eslogan que iba así: "Esto es para todas las mujeres que quieren ser como yo, y para todos los hombres que vienen a verme", la frase era acompañada de Grinding. El feudo con Tori fue llevado hasta una lucha en WrestleMania XV, durante el combate Nicole Bass debutó como su guardaespaldas y le ayudó a ganar la lucha.
Sable seguía dirigiendo a Nicole Bass para que esta realizara todo el trabajo sucio por ella. Sable siguió siendo campeona por casi 6 meses, pero el 10 de mayo de 1999, Debra "ganó" el Campeonato Femenino de la WWF contra Sable, en una lucha de vestidos de noche. Fuera de la pantalla, Sable se encontraba en una disputa legal con la WWF, por lo que esta decidió que la despojaría del campeonato en este segmento.

### Vida posterior a WWF (1999-2002)
En junio de 1999, Greek renunció a la WWF y presentó una demanda de $ 110 000 000 en contra de la empresa, citando las acusaciones de acoso sexual y condiciones de trabajo inseguras. Se afirma que presentó la demanda después de negarse a ir en topless. Durante el curso de la demanda, Vince McMahon contra-demandó a Greek en el control del nombre artístico "Sable". Rena redujo la cantidad que estaba buscando en daños y perjuicios, y finalmente se arreglaron fuera de la corte en agosto de 1999. Posteriormente Rena utilizaría su verdadero nombre para aparecer de nueva cuenta en la revista Playboy, convirtiéndose en la única mujer en obtener dos portadas para dicha revista el mismo año. Después de su salida de WWF, hizo una aparición como un miembro del público en Nitro World Championship Wrestling.
Durante este tiempo, Greek hizo apariciones en The Howard Stern Show y Late Night with Conan O'Brien. También hizo apariciones en programas de televisión como Relic Hunter y First Wave, además de aparecer en las películas Corky Romano (donde interpretaba a una gorila) y Ariana's Quest. Ella lanzó su autobiografía, titulada Undefeated en agosto del 2000. Ella también dio a conocer un cómic titulado The 10th Muse, protagonizada por ella misma como una superheroína. En mayo de 2001, se le fue otorgada una columna de consejos en CompuServe.

### Regreso a WWE

#### Romance con Vince McMahon (2003)

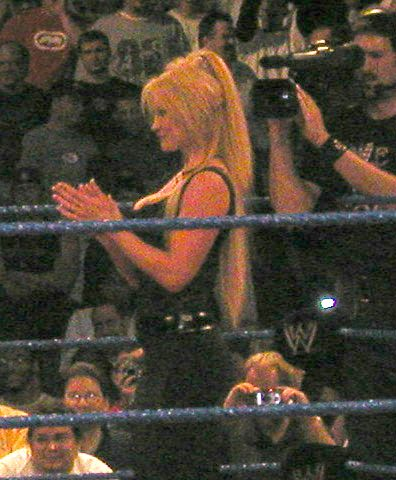
Sable, en 2003.

Marlette regresó a la WWE en el 3 de abril de 2003, debutó en SmackDown! retomando su papel de Sable Heel, comenzando así una historia con Torrie Wilson quien era la nueva cara de Playboy en la WWE. Sable tuvo varios ángulos con Wilson, ella la acompañaba a sus luchas, hablaba con ella en bastidores, y en una ocasión dejó a Torrie sola en una lucha en parejas. Sable finalmente retó a Wilson a un Bikini Contest en WWE Judgment Day, durante dicho concurso Sable consiguió la mayor ovación, sin embargo Wilson se quitó otra capa de ropa revelando un bikini aún más corto, siendo Wilson la ganadora. Después de la lucha, Wilson fue hacía Sable y la besó antes de salir del ring, Sable luego tuvo un altercado con Tazz (quien fue el juez que decidió que Torrie ganara), vertiendo agua sobre él, en señal de venganza.
Sable luego tuvo un feudo con Stephanie McMahon en una historia en la que ella era la amante de Vince McMahon. Vince nombró a Sable como la asistente personal de Stephanie contra su voluntad, lo que desató una rivalidad entre ellas. Durante dicha rivalidad, compitió en varios tipos de estipulaciones como lo fueron pelea de comida, pelea de estacionamiento en el que se arrancó sostén de Sable, dejando al descubierto sus pechos en la televisión en vivo, y un partido en el que Sable golpeó un tablero sobre la cabeza de Stephanie. En WWE Vengeance derrotó a Stephanie, después de la interferencia de A-Train, quien era su nuevo aliado. En SummerSlam, Sable acompañó a A-Train en su lucha en contra de The Undertaker. Tras el combate, The Undertaker sostuvo a Sable de modo que Stephanie podría aplicar una Spear sobre ella. Después de SummerSlam, Vince y Sable se centraron en deshacerse de Stephanie para siempre, así que Vince oficializó una "I Quit Match" en No Mercy. En la lucha, abofeteó a Stephanie y estuvo involucrada en una pelea con Linda McMahon.

#### Varias historias (2003-2004)
Sable posteriormente posaría desnuda para Playboy por tercera vez en su carrera. En la portada, ella apareció junto a Torrie Wilson, convirtiéndose en las primeras mujeres de WWE en posar juntas. Alrededor del lanzamiento de la portada de la revista, el dúo tuvo un feudo con las divas de RAW, Stacy Keibler y Miss Jackie Gayda. Los dos equipos se enfrentaron en WrestleMania XX, en un interpromotional Tag Team Evening Gown, pero las divas comenzaron la lucha en su ropa interior, misma en la que Wilson y Sable salieron victoriosas. El cambio de la estipulación se rumoreó que fue por una posible lesión de Sable quien habría dañado uno de sus implantes mamarios al realizar su rutina de pesas. Después de WrestleMania, cambio a Heel de nuevo y empezó un feudo con Torrie Wilson, dicha rivalidad culminó en una lucha pactada para The Great American Bash, misma que ganó gracias a los descuidos del árbitro. Wilson tuvo su revancha el 1 de julio, donde salió derrotada después de que Torrie le aplicara un Snap DDT. 
El 10 de agosto de 2004, el sitio web oficial de la WWE anunció que Rena Marlette Greek conocida como "Sable" había sido liberada de la empresa, Rena alego que dejó la compañía para pasar más tiempo con su familia.

## Otros medios
Rena hizo su debut en los videojuegos de WWE en WWF Attitude, y posteriormente aparecería en WWE SmackDown! Here Comes the Pain y WWE SmackDown! vs. Raw.

## Vida personal
Rena Greek se casó con Wayne W. Richardson en 1986, la pareja tuvo una hija llamada Mariah. Los dos permanecieron juntos hasta 1991 donde Wayne murió debido a un accidente automovilístico causado por conducir ebrio. Rena conoció a su segundo esposo Marc Mero en 1993, mismo con quien contrajo matrimonio un año después. Después de que Rena y Marc Mero se divorciaran en 2004, empezó a salir con Brock Lesnar, con quien se compremetió ese mismo año, sin embargo fue cancelado un año después. No obstante, en 2006 retomaron el compromiso, contrayendo oficialmente matrimonio el 6 de mayo del 2006 con el cual tuvo dos hijos más.
Rena es conocida también por sus numerosos incidentes y peleas detrás de cámaras con excompañeros de la WWF y WWE como lo son Chyna, X-Pac, Torrie Wilson, Sunny y Luna Vachon.

## Campeonatos y logros
- World Wrestling Federation
  - WWF Women's Championship (1 vez)
  - Slammy Awards (2 veces)